# Война за тюрингское наследство
Война за тюрингское наследство (нем. Thüringisch-hessischer Erbfolgekrieg) — длительный, с 1247 года по 1264 год, военный конфликт за право наследования земель пресекшейся династии Людовингов между родственниками ландграфского дома по женской линии.
Результатом войны, окончившейся в 1263 году, стал раздел владений Людовингов: Тюрингия отошла к Веттинам, а выделенный в особое ландграфство Гессен — к Брабантскому дому.

## Причина конфликта
В 1227 году в Италии умер направлявшийся в крестовый поход ландграф Тюрингии Людвиг IV. Его наследником должен был стать единственный сын — 5-летний Герман II. Однако власть в ландграфстве захватил брат Людвига IV, Генрих Распе, провозгласивший себя регентом. В 1241 году 18-летний Герман II неожиданно умер, на Генриха Распе пало подозрение в его отравлении. Став обладателем обширных владений в самом центре немецких земель, Генрих Распе при поддержке Папы вступил в борьбу за корону с императором Фридрихом II. Зимой 1247 года в одном из сражений Генрих Распе получил тяжёлое ранение и вскоре умер. Ни в одном из трёх браков он не имел потомства, и династия Людовингов по мужской линии пресеклась. Последними её представительницами оставались дочери Людвига IV София, жена герцога Брабанта Генриха II, и Гертруда, настоятельница монастыря Альтенберг. София заявила о правах на наследство отца и брата от имени своего 2-летнего сына Генриха. Другим претендентом выступил маркграф Мейсена из династии Веттинов Генрих III, сын Ютты, старшей сестры Людвига IV и Генриха Распе. Третьей стороной конфликта стал архиепископ Майнцский, потребовавший возвращения Гессена в качестве выморочного лена.

## Ход войны
Воспользовавшись хаосом, царившим в Священной Римской империи в годы войны Фридриха II и сторонников Папы, Генрих III Мейсенский захватил почти всю Тюрингию. У овдовевшей в 1248 году Софии не было возможности оказать сопротивление. Но в 1263 году конфликт разгорелся с новой силой: на стороне Софии и Генриха Брабантского выступил герцог Брауншвейг-Люнебургский Альбрехт I, сестра которого вышла замуж за Генриха (сам Альбрехт был женат на дочери Софии Елизавете, но она умерла в 1261 году). Альбрехта поддержал князь Ангальт-Ашерслебена Генрих II, женатый на другой его сестре (как сын сестры Генриха Распе он также рассчитывал на долю в тюрингском наследстве).
Тем не менее война завершилась победой Веттинов: Альберхт Брауншвейгский был разбит, а Генрих Ангальтский и вовсе оказался в плену и был вынужден отказаться от всех претензий.

## Итог
Чтобы завершить длившийся уже более 17 лет конфликт Веттины пошли на компромисс. Генрих III сохранил большую часть Тюрингии, но Гессен был выделен в особое ландграфство, доставшееся Генриху Брабантскому. Это дало начало Гессенскому дому.
Важность такого исхода заключается и в том, что на территории германских земель возникло сильное ландграфство Гессен, и что начатая Людовингерами и затем продолженная Веттинами деятельность по созданию сильного территориального образования в центре германских земель, соединившего Тюрингию и Гессен, увенчалась успехом. Однако впоследствии, с приобретением курфюршества Саксонии в 1423 году центр власти был перемещён на Эльбу, и Тюрингия стала периферийной территорией, которая, хотя и управлялась князьями Веттинов, становилась все более раздробленной из-за разделения наследства в Эрнестинских герцогствах. Политический регресс продолжался до начала XX века.